# Санаторій під клепсидрою
Санаторій під клепсидрою (пол. Sanatorium Pod Klepsydrą) — збірка оповідань польського письменника Бруно Шульца.

## Назва
Клепсидрою називається водяний годинник.

## Сюжет
Фантасмагоричні та сюрреалістичні перепетії збірки нагадують творчість Кафки. Як і у Цинамонових крамницях Йозеф є головним героєм і оповідачем історії. Він має схожість з самим автором. Центр світу Йозефа є невелике провінційне містечко, що змальоване з галицького Дрогобича.
Реальність розповідей вільно змішується з фантазією. Об'єкти набувають властивостей живих істот, тварини набувають людські характеристики, тривіальні дії піднімаються до рангу міфу.
Робота Шульца міцно пов'язана з його біографією, що було предметом численних досліджень.

## Український переклад
Вперше повний переклад збірки вийшов 1995 року в перекладі Андрія Шкраб'юка (в одній книжці з «Цинамоновими крамницями»).
29 травня 2010 року директор Міжнародного фестивалю Бруно Шульца у Дрогобичі запропонувала Юрію Андруховичу взятися за переклад оповідань зі збірки. Упродовж двох років працював над повним перекладом Шульцової прози. Професор Єжи Яжембський спорядив його примітки до перекладу. Повне зібрання творів вийшло у 2012 році у видавництві «А-БА-БА-ГА-ЛА-МА-ГА».
Санаторій під клепсидрою перекладав також Андрій Павлишин.

## Екранізація
Книгу екранізували в Польщі у 1973 році під назвою «Санаторій під клепсидрою». Робота польського кінорежисера Войцех Єжи Гаса виграла у тому ж році Приз журі Каннського кінофестивалю.